# Condado de Marion (Kentucky)
O Condado de Marion é um dos 120 condados do estado americano de Kentucky. A sede do condado é Lebanon, e sua maior cidade é Lebanon. O condado possui uma área de 898 km² (dos quais 1 km² estão cobertos por água), uma população de 18 212 habitantes, e uma densidade populacional de 8 hab/km² (segundo o censo nacional de 2000). O condado foi fundado em 1834.